# Rejon barabiński
Rejon barabiński (ros. Барабинский район) – rejon w Rosji, w południowo-zachodniej Syberii, w obwodzie nowosybirskim.
Rejon leży w środkowo-zachodniej części obwodu, zajmuje obszar 5 270 km², a zamieszkuje w nim ok. 48,2 tys. osób (2006 r.).